# Choeroparnops
Choeroparnops is een geslacht van rechtvleugeligen uit de familie sabelsprinkhanen (Tettigoniidae). De wetenschappelijke naam van dit geslacht is voor het eerst geldig gepubliceerd in 1888 door Dohrn.

## Soorten
Het geslacht Choeroparnops omvat de volgende soorten:
- Choeroparnops alatus Brunner von Wattenwyl, 1895
- Choeroparnops forcipatus Beier, 1949
- Choeroparnops fulvus Dohrn, 1888
- Choeroparnops garleppi Dohrn, 1888
- Choeroparnops gigliotosi Beier, 1960
- Choeroparnops scaberrimus Piza, 1976
- Choeroparnops similis Beier, 1949
- Choeroparnops tuberculatus Walker, 1870
- Choeroparnops tuberculosus Walker, 1870